# Paul Armstrong (commediografo)
Paul Armstrong (Saint Joseph, 25 aprile 1869 – New York, 30 agosto 1915) è stato un commediografo, regista e produttore teatrale statunitense.

## Biografia
Nato nel Missouri, Paul Armstrong iniziò la sua carriera di scrittore lavorando per il teatro. Nel 1904, uno dei suoi primi lavori, la farsa The Superstition of Sue fu rappresentata a Broadway., interpretata tra gli altri da Wilfred Lucas e da Marshall Farnum, due attori che passarono al cinema come attori e come registi.
Un'altra commedia di Armstrong, Salomy Jane, tratta da un romanzo di Bret Harte, ebbe non solo diverse riedizioni teatrali, ma fu adattata più volte per lo schermo.
Un altro suo successo fu la commedia Alias Jimmy Valentine, un lavoro che si ispirava a un racconto di O. Henry e che fu rappresentato per la prima volta al Wallack's Theatre di Broadway il 21 gennaio 1910, interpretata da Laurette Taylor. Venne adattata per lo schermo nel 1915 da Maurice Tourneur e poi ancora nel 1920 in un film della Metro Pictures Corporation con Vola Vale. Nel 1928, la commedia ebbe un'ulteriore trasposizione cinematografica con Il misterioso Jimmy, interpretato da Lionel Barrymore e diretto da Jack Conway.
Sposato all'attrice Catherine Calvert, Paul Armstrong morì il 30 agosto 1915 a New York all'età di 46 anni.

## Filmografia
- The Greyhound, regia di Lawrence B. McGill - (lavoro teatrale) (1914)
- The Escape, regia di D. W. Griffith  - sceneggiatura dal suo lavoro teatrale The Escape  (1914)
- Salomy Jane, regia di Lucius Henderson e William Nigh - sceneggiatura dal suo lavoro teatrale Salomy Jane (1914)
- The Deep Purple, regia di James Young (1915)
- Alias Jimmy Valentine, regia di Maurice Tourneur (1915)
- Via Wireless, regia di George Fitzmaurice (1915)
- The Lure of Woman - lavoro teatrale (1915)
- Blue Grass, regia di Charles M. Seay (come Charles Seay) - lavoro teatrale (1915)
- The Bludgeon, regia di Webster Cullison - lavoro teatrale (1915)
- The Heir to the Hoorah, regia di William C. de Mille - lavoro teatrale (1916)
- The Uphill Path, regia di James Kirkwood (1918)
- A Romance of the Underworld
- Alias Jimmy Valentine, regia di Edmund Mortimer e Arthur Ripley (1920)
- Profondo rosso (The Deep Purple), regia di Raoul Walsh (1920)
- Going Some, regia di Harry Beaumont (1920)
- Salomy Jane, regia di George Melford - dal suo lavoro teatrale (1923)
- Paths to Paradise
- Romance of the Underworld
- Il misterioso Jimmy
- I nemici delle donne (Ever Since Eve), regia di George Marshall (1934)